# Florentino García Martínez
Florentino García Martínez (Mochales, Guadalajara, Castilla-La Mancha, 27 de noviembre de 1942) es un teólogo español, profesor de religión y teología en la Universidad de Groningen en Holanda, experto en ideas mesiánicas en los rollos del Mar Muerto.
Estudió teología en la Universidad Pontificia Comillas en España, después de lo cual se ordenó presbítero. También estudió Teología en el Pontificio Instituto Bíblico de Roma. Su estudio de la literatura judía temprana lo llevó a Jerusalén, donde, después de un breve período en la Universidad Hebrea terminó en la École Biblique, que participó en la publicación de los Rollos del Mar Muerto (1975).
En 1980, es nombrado asistente de investigación en la Universidad de Groningen y profesor de Religión y Literatura Judaica. Trabajó estrechamente con A.Ş. van der Woude, que en 1961 había fundado el Instituto de Qumrán. Cuando Van der Woude se retiró en 1992, Martínez García lo siguió como director del instituto. Es miembro extranjero de la Academia de la sección de literatura. En 2002 fue nombrado profesor de Literatura de la Primera Judaísmo en la Universidad Católica de Lovaina. Tras su retiro en abril de 2008 se convirtió en un Caballero de la Orden del León Holandés.

## Obras
- Introducción a la literatura esenia de Qumrán, M. Delcor, Florentino García Martínez. Ediciones Cristiandad, 2007 - 314 páginas
- Qumram Mathias Delcor, Florentino García Martínez. Ediciones Cristiandad, 1982 - 314 páginas
- Literatura judía intertestamentaria Gonzalo Aranda Pérez, Florentino García Martínez, Miguel Pérez Fernández. Editorial Verbo Divino, 1996 - 575 páginas
- Los hombres de Qumrán: literatura, estructura social y concepciones religiosas. Florentino García Martínez, Julio C. Trebolle Barrera. Editorial Trotta, 1993 - 278 páginas
- Para comprender los manuscritos del mar muerto, Jaime Vázquez Allegue, Santiago Ausín, Santiago Ausín Olmos, Magen Broshi, Florentino García Martínez, Francisco Jiménez Bedman, Miguel Pérez Fernández, Inmaculada Rodríguez Torné. Verbo Divino, 2004 - 251 páginas
- Los manuscritos de Qumrán, Florentino García Martínez, Asociación Bíblica Española. Editorial Verbo Divino, 1998 - 72 páginas
- Ecos de las Cuevas: Qumrán y el Nuevo Testamento. (García Martínez, F., ed.). (Leiden / Boston: Brill, 2009).
- La definición de las identidades. Nosotros, Usted, y el otro en los Rollos del Mar Muerto. (García Martínez, F., ed.). (Leiden: Brill, 2008).
- La sabiduría y la apocalíptica en los Rollos del Mar Muerto y en la tradición bíblica. (García Martínez, F., ed.). (Lovaina: Peeters, 2003).